# Більчаківське джерело
Більчакі́вське джерело́ — гідрологічна пам'ятка природи місцевого значення в Україні. Розташована в межах Березнівського району Рівненської області, неподалік від села Більчаки. 
Площа 3,0 га. Статус надано згідно з рішенням Рівненського облвиконкому № 343 від 22.11.1983 року. Перебуває у віданні: Марининська сільська рада. 
Статус надано для збереження кількох природних джерел та прилеглої до них території. Джерела розташовані на лівому березі річки Случ, при підніжжі лесового останця, який називають «Корецька гора», що має більш-менш плоску вершину. Тут зростають звіробій звичайний, кульбаба лікарська, подорожник великий, подорожник середній та подорожник ланцетолистий, декілька видів конюшини, жовтець їдкий, щебручка звичайна. Зрідка трапляється анемона лісова, вид малопоширений у Рівненській області. На верхній частині пагорба трапляються досить великі популяції вероніки лікарської та суниць.